# تام کاتر

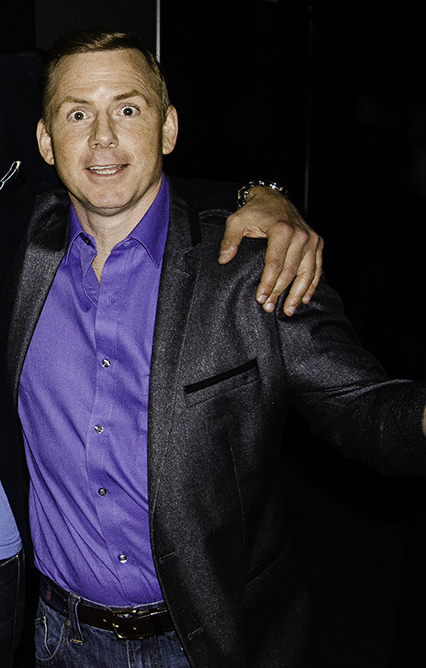
تام کاتر

توماس "تام" کاتر (به انگلیسی: Thomas "Tom" Cotter) (۲۰ ژوئن ۱۹۶۳ ‏(۶۲ سال))، استندآپ کمدین و بازیگر آمریکایی است. وی دارنده مقام دوم فصل هفتم برنامه آمریکا استعداد دارد می باشد.

## فیلم شناسی
- Next Stop Wonderland (1998)